# ツァグヴリ
ツァグヴリ（グルジア語: წაღვლი、グルジア語ラテン翻字: Tsaghvli）は、ジョージアのシダ・カルトリ州ハシュリ地区にある村落。ツァグヴリ・テミの中心地。ロパニスツカリ川（西プロネ川の右支流）の谷地に位置する。海抜は880メートル。ハシュリからは北北東へ約30キロメートルの位置にある。村内には複数の集落が散在している。ツァグヴリ城塞とツァグヴリ聖ギオルギ教会が建てられている。
ツァグヴリは、カルトリにおいて最も古い、歴史的な村の一つである。

## 人口
国勢調査による人口は、次の通り。
| 年   | 人口 | 男性 | 女性 | 出典  |
| ---- | ---- | ---- | ---- | ----- |
| 2002 | 760  | 351  | 409  | [ 3 ] |
| 2014 | 538  | 274  | 264  | [ 1 ] |

## 歴史
ツァグヴリにはジョージア西部とを結ぶ道が通っており、地元民は古来より「サイメルロの道」と呼んでいる。この道はクヴェナツコツァの谷を起点とし、アビシ村からクルディスツカロ村を経由してチョルチャナ村のチェラツヘヴィ川を通り、コルボウリ、サチヘレ、チアトゥラ、ゲラティ村、クタイシへと続いている。古代に建てられたツァグヴリスタヴィの四塔城塞により、この道路は堅固に守られてきた。城塞は建設王ダヴィト4世の祖父バグラト4世により再建されたが、城塞の建設に関する歴史的資料は秘匿とされ語られておらず、ツァグヴリスタヴィ要塞の建設時期や歴史は明らかになっていない。
城塞は平たい石と石灰モルタルで作られており、4つの塔を備えていた。この城塞の遺跡は、セメントで固められた部分以外は存在しておらず、石灰の山が残骸として残っている。城塞は17世紀から18世紀にかけて再興が試みられたが、複雑な内部構造や外的要因のため工事は行われず、未使用の石灰液が残された。城塞は1930年代に解体され、道路として舗装され、また解体された城塞の一部は住民が家を建てるために使用した。
ツァグヴリに関して記載のある歴史的資料は乏しく、歴史書『カルトリの生涯』において初めて登場する。この歴史書によると、勇猛な戦士であったが政治的には貧弱であったギオルギ2世は、息子であるダヴィト2世に王権を譲ったとあり、ダヴィト2世はツァグヴリ村のツァグヴリスタヴィ城塞を夏季の居住地とした。ツァグヴリスタヴィの村とツァグヴリスタヴィ城塞は現在のツァグヴリ村の西に位置しており、地元の人々は今でも「ガラヴネビ」（გალავნები、「城壁」の意）という地名で呼んでいる。地名には歴史の一部を伝えるものがあるが、そのような地名がツァグヴリではよく見られる。
1976年、アレクサンドレ・ラミシヴィリ準博士率いる研究チームがツァグヴリ村で考古学的発掘調査を実施。その結果、石器時代や青銅器時代の遺物が数多く発見された。その大部分はハシュリ地方伝承博物館に保存されている。
考古学的な遺跡とは別に、聖堂の遺構や封建時代の集落跡も残されている。村には約30の考古学的な集落があり、レゾス・ミツァ、クヴィララ・カリ、ゴロコ、クヴィニカゼエビス・ミツァ、チョチコリ・カリ、ガラヴネビ、ツベビ、ミケラアンツ、ヴェルハヴェビ、ギゴス・ミツァ、ザカス・ツケ、パタラ・ラシェ、などが挙げられる。封建時代の集落としては、クヴィニカゼエビス・コレ、オサナジス・アホ、ハラウリアアント・サティヴェ、ツァツフヴェビ、ガラヴネビ、チョチコリ・カリ、ニコロジ、ミリツカロ、などが挙げられる。バルバツィ門、チョチコリの門、聖ニコロズ聖堂の遺構は、1930年代にそのほとんどを『超革命家』が破壊した。その後、慈善家のギオルギ・ミケラシヴィリとスヴィモン・ミケラシヴィリの兄弟により、聖ニコロズ聖堂が再建された。またシモン・カパナゼにより、スヴィモン・メスヴェティ記念聖堂が建設された。

## ツァグヴリ・テミ
1. ツァグヴリ
2. ゼモ・ブロロサニ
3. クルディスツカロ
4. ティツヴィニスツカロ
5. クヴェモ・ブロロサニ
6. コビ
7. チョルチャナ
8. ツェグヴェリ

ツァグヴリを中心として、ツァグヴリ・テミ（グルジア語: წაღვლის თემი、グルジア語ラテン翻字: Tsaghvlis Temi）と呼ばれる共同体（テミ）を構成している。ツァグヴリ・テミを構成する集落は、次の8村である。
1. ツァグヴリ
2. ゼモ・ブロロサニ
3. クルディスツカロ
4. ティツヴィニスツカロ
5. クヴェモ・ブロロサニ
6. コビ
7. チョルチャナ
8. ツェグヴェリ